# Golofa costaricensis
Golofa costaricensis är en skalbaggsart som beskrevs av Bates 1888. Golofa costaricensis ingår i släktet Golofa och familjen Dynastidae. Inga underarter finns listade i Catalogue of Life.